# NGC 6285
NGC 6285 ist eine linsenförmige Galaxie vom Hubble-Typ S0 im Sternbild Drache, die im New General Catalogue verzeichnet ist. Sie ist schätzungsweise 263 Millionen Lichtjahre von der Milchstraße entfernt. Das Objekt bildet mit NGC 6286 ein wechselwirkendes Paar (Arp 293). Halton Arp gliederte seinen Katalog ungewöhnlicher Galaxien nach rein morphologischen Kriterien in Gruppen. Dieses Galaxienpaar gehört zu der Klasse Galaxien mit Windeffekten.
Die Galaxie wurde im Jahr 1886 von dem Astronomen Lewis Swift mit einem 40-cm-Teleskop entdeckt.